# 서울특별시 승용차 요일제
승용차 요일제는 서울특별시에서 2003년 7월부터 추진하고 있는 시민실천운동으로 월요일부터 금요일중 하루를 시민 스스로 자동차 쉬는 날로 정하고 해당요일에는 차량을 운행하지 않는 것을 말한다. 추진배경은 맑고 깨끗한 서울의 도시 환경을 조성하고, 교통혼잡을 완화하며, 에너지를 절약하기 위하여 비영업용 승용·승합자동차 운행을 자제하고 대중교통을 이용하자는데 있다.
- 가입 대상 : 서울·경기·인천의 10인승 이하 비영업용 승용․승합자동차
- 가입 방법 : 시청·구청·동 주민센터에 방문하여 신청하거나 승용차요일제 홈페이지에서 인터넷으로 신청하고 전자태그를 수령하여 차량에 부착
- 가입자 혜택 : 연간 자동차세 5% 감면, 남산혼잡통행료 50% 감면, 공영주차장 주차료 20% 할인, 거주자 우선 주차구역 신청시 우선권 등을 부여
- 운휴일 : 미준수시 처리 연간 3회 이상 운휴일 미준수시 당해연도 자동차세 및 남산혼잡통행료 감면이 취소되거나 정지
- 시행 효과 : (100만대 참여시) 승용차통행량 10.63% 감축을 통한 주행속도 2.94% 증가로 운행비용 절감 465억원, 통행시간비용 절감 6,113억원, 승용차 오염물질 배출량 연간 9.30% 감축으로 인한 환경오염비용 절감 332억원 등 총 사회적 편익은 연간 약6,910억원으로 나타남.
- 대상차량 : 서울시 등록 10인승 이하 비영업용 승용차
- 감면내용 : 자동차세 연 5%감면
- 시행시기 : 2006년 1월 19일 부터
- 자동차세감면적용시점 : 전자태그 수령ㆍ부착 시점부터

## 같이 보기
- 차량 부제 운행